# キム・ナムジン
キム・ナムジンは、朝鮮労働党対外情報調査部所属工作員（スパイ）。1978年7月31日に起こった北朝鮮による「新潟県アベック拉致事件」の実行犯のひとり。

## 拉致犯罪
1978年（昭和53年）7月31日、キム・ナムジンは、チェ・スンチョルやハン・クムニョンと共犯で、新潟県柏崎市で蓮池薫（当時20歳）・奥土祐木子（当時22歳）のアベックを北朝鮮に連行、拉致した。キム・ナムジン、チェ・スンチョル、ハン・クムニョンの3名は拉致事案の容疑で、逮捕状の発付を得て、国際刑事警察機構（ICPO、通称「インターポール」）を通じて、国際指名手配されている。
事件は7月31日の夕刻、2人が柏崎市立図書館で午後6時に待ち合わせをした後起こった。蓮池薫は帰省中の中央大学の学生で、奥土祐木子は美容指導員であった。図書館は海辺から250メートルしか離れておらず、海辺は2人がよく散歩する場所であった。